# ビートたけしの学問ノススメ
『ビートたけしの学問ノススメ』（ビートたけしのがくもんノススメ）は、1984年7月12日から同年9月27日まで木曜20時台にTBS系列局（琉球放送を除く）およびテレビ山口（放送当時フジテレビ系列とのクロスネット局）、南海放送（日本テレビ系列）で放送された、ビートたけし扮する中学校教諭が主人公の学園コメディ。全12話。

## 概要
サブタイトルに必ず「○○ガ（ハ）、怖イヨー」が付いていた。物語が始まる前に、主演のビートたけしが近所の子供を集める紙芝居師という設定で紙芝居を読み聞かせる。子供役は主にたけし軍団で、話は実在の童話を改変して笑いにしていた。
演出を担当した久世光彦は、以前たけしが出演した森下仁丹（白仁丹・関東地区限定発売「スーしませう」のキャッチコピーで有名）のCMを見て、この世界観でたけしのドラマを撮りたいと思いこの番組が実現したとダンカンが『北野ファンクラブ』(フジテレビ)のトークで明かしている。
この作品の終了後、同木曜20時台には同じくたけしがレギュラー出演していたクイズ番組『世界まるごとHOWマッチ』が入った。これによって同時間帯は毎日放送（MBS）製作枠になったが、14年半後の1999年4月にそれまで火曜21時台に放送されていた『うたばん』が移動してきたことで再びTBS製作枠に戻った。

## キャスト
役名が日本の文学者のパロディが多い。
- 夏目宝石：ビートたけし
主人公。社会科教師。気の弱い性格のために生徒にいじめられ、12回も学校を替わっている。普段はおとなしいが、非常に酒癖が悪い。
- 夏目菊枝：木内みどり
宝石の母。夫の化石とは死別している。宝石を溺愛している。
- 夏目胆石：イッセー尾形
宝石の長兄。なぜか生徒をやたら廊下に立たせたがる。
- 夏目隕石: 花房徹
宝石の次兄。
- 小松右京：柄本明
用務員。与謝野家の離れに住まい、家出同然に家を飛び出した宝石を居候させることになった。自身は借金に追われており、家賃は滞納したままになっている。酒を飲んでは寝入ってしまい、学校に遅刻してばかりいる。
- 武者小路院長：小林亜星
私立ノストラダムス学院院長。神父の格好をしている。菊枝と面識があり、宝石を学校に招いた。
- 森法外教頭：由利徹
私立ノストラダムス学院教頭。問題を起こしてばかりいる宝石や右京にあきれている。
- 滝健太郎先生：船村徹
音楽ギターの弾き語りを常に披露。生徒が讃美歌を歌うシーンでは指揮も勤めた。
- 芥川先生：小林繁
体育教師。可奈子を好いており、宝石は敵意を燃やしている。
- 与謝野可奈子：沢田亜矢子
宝石が見合いの席で出会った、他の学校の教員。宝石が酒を飲んだために縁談は壊れるが、後日、右京のところへ頼って行った宝石と思わぬ形で再会することに。かかわりを深めるにつれ、宝石のことを理解していくようになる。
- 釜田先生：かまやつひろし
教務主任・英語教師。牧師の格好をしている。英語交じりの言葉を話す。
- 桃園つぼみ先生：もたいまさこ
保健医。宝石に一方的な好意を寄せている。
- 馬場昇平：ポール牧
志づ子の父。PTA会長を務める。
- 志づ子の母：茅島成美
- 医師：ベンガル
- 赤川まゆみ：北原佐和子
私立ノストラダムス学院生徒。学級委員。
- 御手洗六助：松尾伴内
私立ノストラダムス学院生徒。宝石他生徒たちに「みたらし」と呼ばれているが、訂正しない。ただし「おてあらい」と呼ばれた時は訂正する。
- 馬場志づ子：渡辺えり子
私立ノストラダムス学院生徒。宝石や胆石が黒板の字を消そうとすると、悲鳴を上げ「まだ(ノートに)写してない」と抗議するのが恒例。
- 子供：そのまんま東、大森うたえもん、ふんころがし、柳ユーレイ、ラッシャー板前、ガダルカナル・タカ、つまみ枝豆

## スタッフ
- 脚本：水谷龍二、渡辺えり子
- 音楽：安川ひろし
- 技術：関 巧
- カメラ：細野克雄
- 照明：小林 章
- 音声：塩野昭彦
- 音響効果：大貫悦男
- 編集：達富喜美男
- 美術制作：芝田 正
- デザイン：高橋秀夫
- 大道具：内山逸己
- 小道具：臼田義和
- 持道具：鵜沼祐作
- 衣裳：斉藤秀彦
- 化粧：倉本〆子
- 技術協力：東通
- 美術協力：アックス
- プロデューサー：三浦寛二、太田登
- 演出：久世光彦、小野鉄二郎、猪原達三
- 製作：KANOX、TBS

## 主題歌
- 「私立ノストラダムス学院校歌」ビートたけし（作詞：康珍化、作曲：小林亜星、編曲：井上鑑）
シングル「抱いた腰がチャッチャッチャッ」（1984年8月21日発売）のカップリングに収録。

## 各回のタイトル
| 話数 | サブタイトル         | 脚本                | 演出                | 放送日         |
| ---- | -------------------- | ------------------- | ------------------- | -------------- |
| 1    | （タイトル未定）     | 水谷龍二            | 久世光彦            | 1984年 7月12日 |
| 2    | 生徒ノ質問ガ怖イヨー | 水谷龍二            | 久世光彦            | 7月19日        |
| 3    | 宿直ノ夜ハ怖イヨー   | 水谷龍二            | 小野鉄二郎 久世光彦 | 7月26日        |
| 4    | らぶれたーガ怖イヨー | 水谷龍二            | 久世光彦            | 8月02日        |
| 5    | 期末試験ハ怖イヨー   | 水谷龍二            | 久世光彦            | 8月09日        |
| 6    | らぐびーガ怖イヨー   | 水谷龍二            | 久世光彦            | 8月16日        |
| 7    | 母サンガ怖イヨー     | 水谷龍二            | 久世光彦            | 8月23日        |
| 8    | 福沢諭吉ガ怖イヨー   | 水谷龍二            | 小野鉄二郎          | 8月30日        |
| 9    | 仮病ハ怖イヨー       | 水谷龍二            | 久世光彦            | 9月06日        |
| 10   | 賛美歌ハ怖イヨー     | 水谷龍二            | 久世光彦 猪原達三   | 9月13日        |
| 11   | 身体検査ハ怖イヨー   | 水谷龍二 渡辺えり子 | 小野鉄二郎          | 9月20日        |
| 12   | サヨナラハ怖イヨー   | 水谷龍二            | 猪原達三            | 9月27日        |